# La traduction est une histoire d'amour
La traduction est une histoire d'amour, publié en 2006 par l'auteur québécois Jacques Poulin, met en scène le personnage de l'écrivain Jack Waterman (le "double" de l'auteur[réf. souhaitée]), ainsi que Marine, une jeune traductrice. On y retrouve le style chaleureux et authentique typique à l'auteur, caractérisé par des relations humaines profondes, l'amour des chats, de la littérature et des paysages québécois.
Jacques Poulin a publié ce onzième de l'auteur plus de trois ans après Les Yeux bleus de Mistassini. Ce dernier, qui à travers son personnage de l'écrivain Jack Waterman, se considère l'« écrivain le plus lent du Québec », exprime dans une exergue le temps et l'énergie qu'il a dû mettre pour donner naissance à La traduction est une histoire d'amour : « Cette histoire, pourtant assez courte, n'est pas venue sans mal : heureusement que Pierre Filion [son éditeur chez Leméac] regardait par-dessus mon épaule ».
Le roman L'anglais n'est pas une langue magique, paru trois ans plus tard, reprend des personnages et des lieux de La traduction est une histoire d'amour sans être formellement une suite.

## Résumé
Jeune femme d'origine irlandaise, Marine travaille à la traduction d'un roman de l'écrivain québécois qu'elle admire, Jack Waterman. Hasard ou destin, elle fait la rencontre de cet homme dans le quartier Saint-Jean-Baptiste, à Québec, chez lui. Ils se lient d'amitié très vite et ce dernier lui trouve un logement: un petit chalet de l'Île d'Orléans. Un jour là, un petit chat noir fait irruption, et les deux personnages commencent à mener une enquête afin de trouver la propriétaire du chat, qui peut avoir besoin d'aide.

## Lieux
Ce roman, comme plusieurs autres de Jacques Poulin, a comme décor la ville de Québec et laisse une grande place au Fleuve Saint-Laurent. Parmi les lieux qu'on visite, il y a entre autres:
- La bibliothèque Saint-Jean-Baptiste, dans l’ancienne église St. Matthew, ainsi que le cimetière attenant, dans le quartier Saint-Jean-Baptiste
- La "Tour du Faubourg" dans le même quartier
- Le chalet de l'Île d'Orléans

## Personnages
- Jack Waterman, un écrivain qui habite dans le cœur de la ville de Québec
- Marine, Irlandaise d'origine, qui traduit en anglais un des romans de cet écrivain, "celui qui [parle] de la Piste de l'Oregon"[3]
- Limoilou, une adolescente qui semble avoir des problèmes
- Chaloupe, la vieille chatte de Marine
- Un petit chat noir, qui va servir de messager